# Hospital Queen Mary
El Queen Mary Hospital (en chino: 瑪麗醫院) es un hospital ubicado en el barrio residencial de Pok Fu Lam en la Isla de Hong Kong.

## Historia
Fundado en 1937, el hospital era llamada por María de Teck, la viuda del Rey Jorge V. Sustituyó el viejo Hospital Gobierno Civil (inglés: Government Civil Hospital) como la facilidad principal de urgencias en la Isla de Hong Kong. El primero edificio fue abierto por Andrew Caldecott, el entonces gobernador de Hong Kong . El hospital se sometió a unos proyectos de expansión y modernización en los años 1955 y 1983.

Con una altura de 137 metros (28 plantas), Block K —la torre que alberga las salas— es el hospital más alto en Asia, y el tercero más alto del mundo.